# Anarchaea corticola
Anarchaea corticola är en spindelart som först beskrevs av Hickman 1969.  Anarchaea corticola ingår i släktet Anarchaea och familjen Pararchaeidae.
Artens utbredningsområde är Tasmanien. Inga underarter finns listade i Catalogue of Life.